# Durillon
 (mai 2016).
Si vous disposez d'ouvrages ou d'articles de référence ou si vous connaissez des sites web de qualité traitant du thème abordé ici, merci de compléter l'article en donnant les références utiles à sa vérifiabilité et en les liant à la section « Notes et références ».

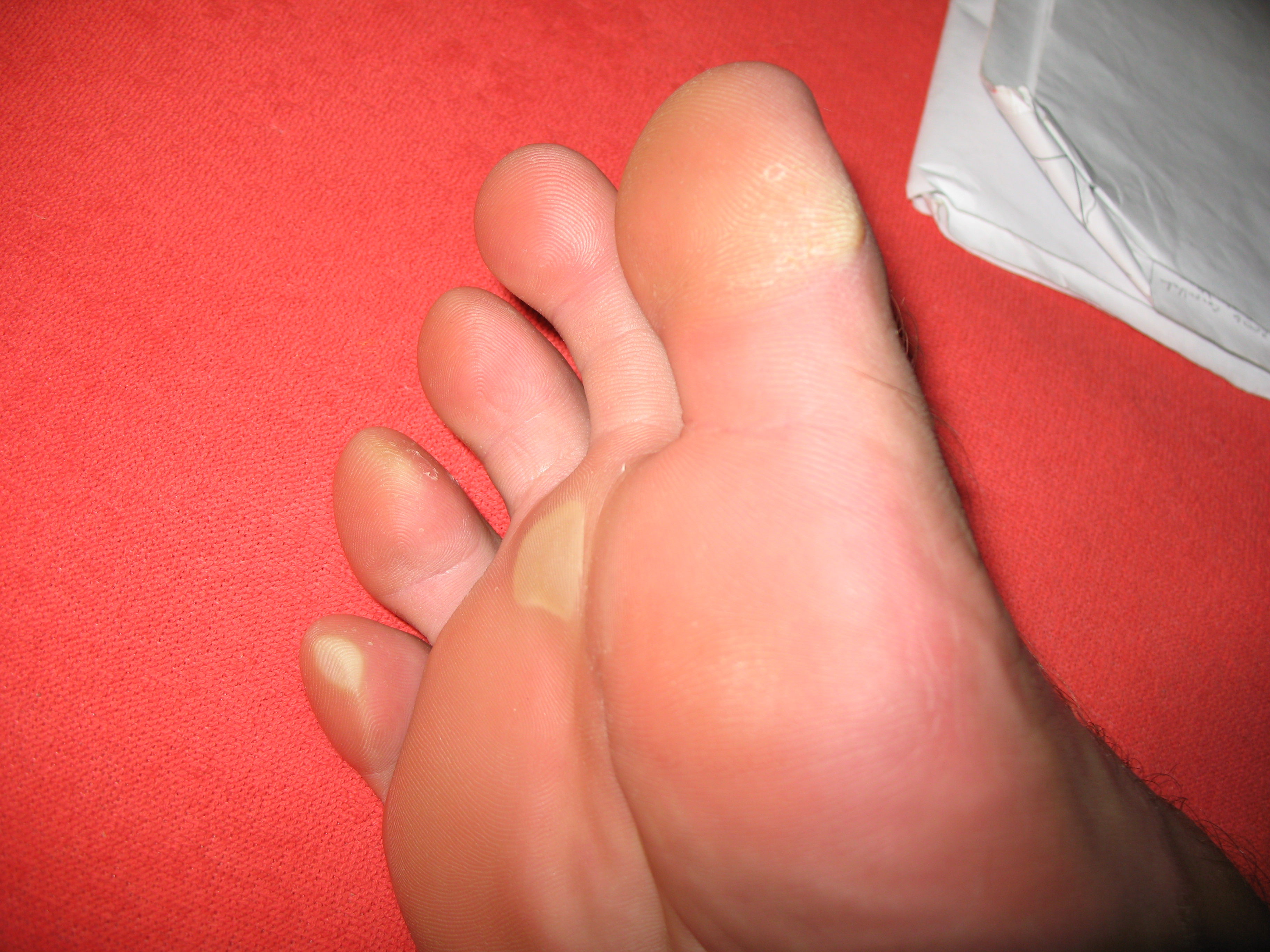
Durillon de la plante du pied

Un durillon est un net épaississement et durcissement de la couche cornée (peau superficielle) de la paume de la main ou de la plante du pied. 
Le durillon, comme le cor, se développe parfois en profondeur dans le derme avec épaississement d'une bourse séreuse sous le derme. Parfois, l'os sous-jacent présente alors une altération avec un phénomène d'inflammation éventuellement accompagné d'une suppuration de la bourse séreuse située sous le durillon.